# Wikipedia en sueco
La Wikipedia en sueco es la edición en idioma sueco de Wikipedia. Fue la tercera edición de Wikipedia, iniciada en mayo de 2001 junto con la Wikipedia en alemán, y por detrás de Wikipedia en inglés y Wikipedia en catalán. Es la cuarta mayor Wikipedia por número de artículos, superando los 2 609 686 artículos. Sin embargo el tamaño medio de sus artículos es significativamente más bajo que el de las otras wikipedias con más de un millón de artículos.
En comparación con otras ediciones, un número muy grande de artículos en esta Wikipedia son esbozos. Esto es especialmente evidente al elegir un artículo al azar de esta Wikipedia, debido a su política que fomenta miniesbozos de apenas un par de líneas.
El 27 de septiembre de 2012 esta edición de Wikipedia alcanzó los 500 000 artículos. El 15 de junio de 2013 alcanzó el 1 000 000 de artículos. Es decir que en ese periodo de parte de 2012 y de 2013 aumentó en más del doble su número de artículos. Esto es debido en gran parte a un proyecto que utiliza bots, sobre todo para artículos sobre plantas y animales, una especie de wikispecies dentro esta Wikipedia. Cuando acabe este proyecto, habrá creado más de un millón de artículos, la mayor parte cortos pero con referencias de bases de datos digitales sobre el tema. En 2013, casi la mitad de sus artículos han sido creados por un solo bot.
En septiembre de 2013 sufrió un gran descenso el rápido crecimiento en número de artículos. Los bots (principales responsables del crecimiento de la Wikipedia en sueco) redujeron su actividad. La razón de este caída es desconocida para la mayoría de la comunidad sueca y de las de otras Wikipedias.
Teniendo en cuenta que el sueco es mutuamente inteligible con el danés y el noruego, los administradores de estas ediciones colaboran con sus respectivas Wikipedias a través de la sección Skanwiki de Meta-Wiki.

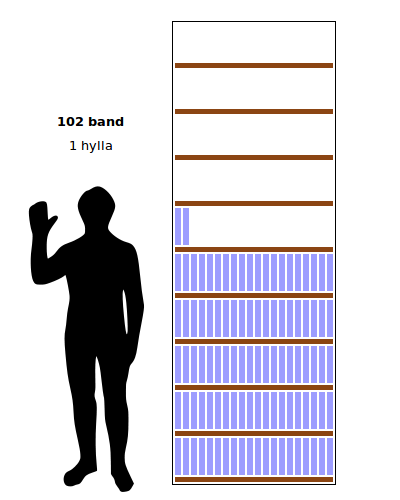
En diciembre de 2012 la Wikipedia en sueco ocuparía, si se imprimiese en papel, 102 volúmenes.

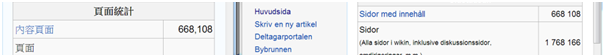
En 2012 la Wikipedia en idioma chino superó a su correspondiente en sueco en número de artículos. 28 de enero de 2013 se retiraron de la versión sueca de «gestión», en gran parte a través de numerosos artículos sobre las especies animales y vegetales que se habían creado con la ayuda de programas de robot.

## Historia

### Inicio en 2001
Tres meses después de que la Wikipedia en inglés se iniciara, comenzó su fundador, Jimmy Wales a intercambiar mensajes de correo electrónico con el programador sueco Linus Tolke e iniciar una Wikipedia en idioma sueco. En ese momento existían las ediciones de Wikipedia en inglés, catalán y alemán. La decisión de iniciar una Wikipedia en lengua sueca fue tomada en abril de 2001.
El sitio fue creado en mayo de 2001 (probablemente el tercer día) bajo el dominio antiguo de http://sv.wikipedia.com/ y se convirtió en la cuarta versión de la Wikipedia. Durante su primer año se borraba frecuentemente el historial de un artículo, por lo que no está claro que artículo fue el primero en ser creado. Durante los primeros meses su actividad fue baja. Tardó 3 meses en llegar a tener unos 100 artículos, casi todos escritos por el usuario Linus Tolke. La mayoría de los artículos eran muy cortos.

### Aumento en noviembre de 2002
En noviembre de 2002, la actividad de la Wikipedia en esta lengua germánica despegó. El número de usuarios activos aumentó de 6 a 21. El número de artículos pasó de menos de 400 en octubre de 2002 a 1700, el mes siguiente. Otro mes más tarde tenían 37 usuarios activos. El incremento se debió, en parte, al sitio, en diciembre de 2002, con un aspecto más moderno por un nuevo script en PHP. Más tarde se le dio el nombre de MediaWiki.

### Entre 2004 a 2009
Desde entonces, la creación de artículos, el número de visitantes y su integración con otros idiomas de Wikipedia fue aumentando constantemente. A principios de 2004, se escribían alrededor de 100 artículos por día. Una tasa de crecimiento de alrededor de 50 por día se había alcanzado en 2003. En 2005, llegó al usuario número 5000 y el ritmo de creación de artículos aumentó de 150 a 200 artículos por día. El 11 de enero de 2006 el número de usuarios llegó a 10 000. Sin embargo, más adelante en el año se registró una disminución en la tasa de creación de artículos. A principios de año, el ritmo creación de artículos fue de unos 250 diarios, mientras que durante los últimos meses rodeaba los 190. 
Entre enero y abril de 2009 fue escrito un promedio de 105 artículos diarios.

### Los grandes aumentos en 2012 y 2013
A finales de enero y principios de febrero de 2012 comenzó un proyecto de trabajo mediante programas de robot (bots) para la creación de muchos artículos nuevos. Se concentraron en artículos sobre especies animales y vegetales. En septiembre de 2012 superó el artículo 500 000, y marzo de 2013, el 900 000. El 15 de junio de 2013 alcanzó el artículo 1 000 000.

### Eliminaciones masivas en artículos creados por robots
El 27 de septiembre de 2012 alcanzó los 500.000 artículos. El 15 de junio de 2013 alcanzó los 1 000 000 de artículos y pasó del 8 al 5 puesto. Esto se debe en gran parte a un proyecto comunitario en el que se usaron bots para producir artículos para todas las especies de plantas y animales existentes. Cuando terminó, este proyecto por sí solo creó más de un millón de artículos, la mayoría breves y obtenidos a través de bases de datos en línea disponibles sobre el tema. En 2014, aproximadamente la mitad de sus artículos fueron creados por un solo bot. Durante 2015 y 2016, Lsjbot escribió más de 1 millón de artículos geográficos, aumentando la cantidad de artículos a casi 3,8 millones en noviembre de 2016 cuando se detuvo. Si bien esta práctica permitió que la Wikipedia sueca se convirtiera en la segunda más grande del mundo, la calidad se vio afectada por la falta de fuentes, artículos poco profundos, duplicados e información desactualizada. Frente a estos problemas, la marea se volvió contra los bots y las eliminaciones de artículos comenzaron a superar a las nuevas creaciones. Desde el máximo de 2016 de 3,8 millones de artículos, el recuento se situó por debajo de los 3,3 millones de artículos en marzo de 2021 y, a partir de diciembre de 2021, el recuento cayó por debajo de los 2,8 millones de artículos, para marzo de 2022 el recuento se situó en 2,6 millones de artículos.

## Reseñas y premios

### Comentarios de la prensa
En marzo de 2006, el diario sueco Svenska Dagbladet hizo una evaluación comparativa de esta versión de Wikipedia, con la Susning.nu y la versión en línea de la Enciclopedia Nacional o Nationalencyklopedin. El estudio fue realizado por 9 expertos en la materia independientes a quienes se les pidió que compararan 9 artículos diferentes tomados de las 3 fuentes. Ninguno de ellos tenía conocimiento de dónde se habían descargado el artículo a examinar. La Nationalencyklopedin superó la estimación global en cuanto a fiabilidad y neutralidad, pero la Wikipedia en sueco obtuvo buenos testimonios públicos y alcanzó los grados más altos en precisión, amplia cobertura y filiación cultural popular.

## Hitos
- 23 de diciembre de 2006 - 200 000 artículos.
- 14 de septiembre de 2007 - 250 000 artículos.
- 19 de junio de 2011 - 400 000 artículos.
- 27 de septiembre de 2012 - 500 000 artículos.
- 16 de enero de 2013 - 600 000 artículos.
- 1 de febrero de 2013 - 700 000 artículos.
- 19 de febrero de 2013: - 800 000 artículos.
- 25 de marzo de 2013 - 900 000 artículos.
- 15 de junio de 2013: - 1 000 000 de artículos.
- 21 de agosto de 2013: - 1 500 000 de artículos.
- 5 de septiembre de 2015: - 2 000 000 de artículos.
- 9 de enero de 2016: - 2 500 000 de artículos.
- 27 de abril de 2016: - 3 000 000 de artículos.

## Galería

Logotipo de Wikipedia en sueco cuando llegó a los 500 000 artículos.
Logotipo de Wikipedia en sueco cuando llegó al 1 000 000 de artículos.
Logotipo de Wikipedia en sueco cuando llegó a los 2 000 000 de artículos.
Logotipo de Wikipedia en sueco cuando llegó a los 3 000 000 de artículos.